# 歡喜來逗陣電視原聲帶
歡喜來逗陣電視原聲帶，是臺灣男歌手兼唱作人張宇的首張電視原聲帶，在2008年正式發行。
2008年－【歡喜來逗陣電視原聲帶】
- 1.可愛的查某(華視《歡喜來逗陣》主題曲)
- 2.傘下(華視《歡喜來逗陣》片尾曲)